# U-Boot-Bunker Kilian
Der U-Boot-Bunker Kilian auf dem Gelände der Kriegsmarinewerft Kiel (ab 1943: Howaldtswerke Kiel) wurde zwischen 1941 und 1943 am nördlichen Ufer der Schwentinemündung in Kiel-Dietrichsdorf unter Einsatz von Zwangsarbeitern gebaut und als U-Boot-Bunker in Betrieb genommen.

## Abriss

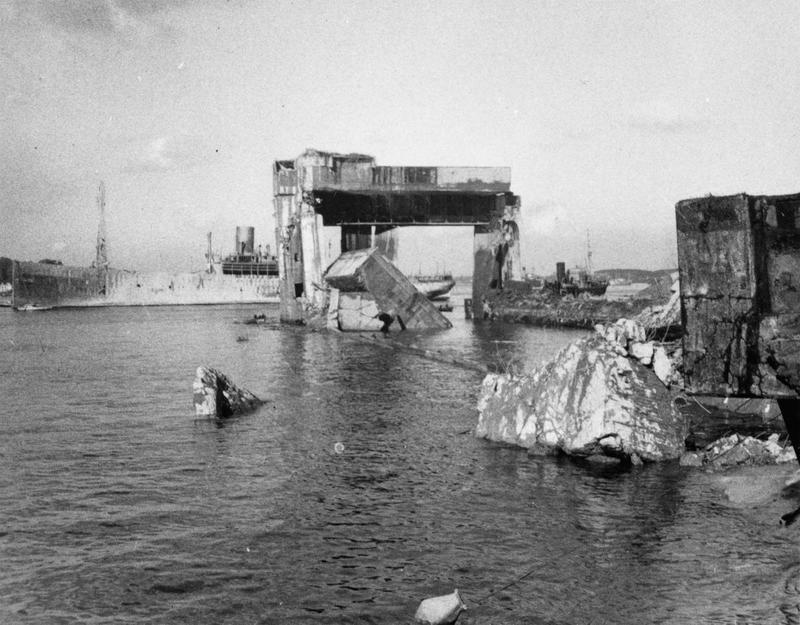
Überreste des Bunkers nach der Sprengung, 1945

1945 wurde der Bunker zum größten Teil gesprengt. Die letzten Reste wurden 2001 als Füllmaterial für das Erweiterungsareal des Ostuferhafens, der ein Teil des Kieler Handelshafens ist, verwendet. Dort befindet sich unter anderem der Anleger für die Fähre nach Memel (litauisch: Klaipėda) der litauischen Reederei AB DFDS LISCO. Heute existieren keine sichtbaren Teile des Bunkers mehr.